# Neerabup-Nationalpark
Der Neerabup-Nationalpark ist ein nur 11 km² großer Nationalpark in Western Australia, Australien. Sein Name leitet sich ab von neerimba, dem Namen des Brillenpelikans in der Sprache der Aborigines.

## Lage
Der Park befindet sich etwa 27 km nördlich von Perth und verläuft auf einer Länge von 12 km entlang der Lancelin Road. In etwa 5 km Abstand schließt im Norden der Yanchep-Nationalpark an.

## Flora und Fauna
Die Landschaft im Neerabup-Nationalpark reicht von lichten Wäldern aus Marri- (Corymbia calophylla), Jarrah- (Eucalyptus marginata) und Tuartbäumen (Eucalyptus gomphocephala), durchsetzt mit einer Kasuarinenart, über Buschland hauptsächlich bestehend aus Banksien- und Hakea-Arten, bis hin zur Heidelandschaft aus Dryandraarten.
In der abwechslungsreichen Flora kann man eine Vielzahl von Tieren beobachten, darunter das Westliche Graue Riesenkänguru, der Emu (Dromaius novaehollandiae), der Ameisenigel, das Westliche Irmawallaby und einer Kususart.